# Chi Hương bồ
Chi Hương bồ, chi Cỏ nến, thủy hương, bồn bồn, bồ hoàng, cỏ tăm (tên khoa học: Typha /ˈtaɪfə/) là một chi gồm khoảng trên 30 loài theo The Plant List trong họ Hương bồ.

## Phân bố
Các loài cỏ nến phân bố rộng rãi trên thế giới từ Úc, New Zealand, Malaysia, Indonesia, vùng Tây Thái Bình Dương và ở các khu vực bán cầu Bắc, nhưng chủ yếu mọc trong các vùng đất ngập nước nước ngọt hoặc nước lợ, ít phèn. Ở Việt Nam, cây chủ yếu tập trung ở 3 tỉnh Sóc Trăng, Bạc Liêu và Cà Mau (thuộc cực nam Nam Bộ). Tuy cũng gặp rải rác ở các vùng đất ngập nước khác của miền tây Nam Bộ như Đồng Tháp, An Giang,... nhưng vì nước nhiều phèn nên cỏ nến khó phát triển.

## Đặc điểm
Các loài trong chi có hoa giống cây nhang, hương hay cây nến. Các nước nói tiếng Anh gọi các loài cỏ nến là cây đuôi mèo (cattails) cũng do hoa của nó giống đuôi con mèo. Nhìn bên ngoài cỏ nến có thân, tán, lá gần giống như cây lác cói dệt chiếu, cao từ 1-2 mét. Cỏ nến ở các nước ôn đới có thể cao đến 7 m. Lá dài và hẹp. Hoa đơn tính, nằm trên cùng một trục trông giống như một cây nến, hoa đực ở trên có lông ngắn màu vàng nâu, hoa cái ở dưới có lông màu nâu nhạt. Quả nhỏ hình thoi. Phấn hoa của các loài cỏ nến được sử dụng trong y học cổ truyền phương Đông với tên là bồ hoàng.

## Ích lợi
Do trong phấn hoa có n-pentacosane, acid béo nên dễ cháy nên người ta cũng thu hái hoa, nghiền ra lấy phấn hoa để sản xuất pháo hoa. Thợ đóng thùng ở châu Âu đặt lá của cây giữa sườn thùng để làm kín không cho rỉ nước. Lông ở hoa cái dùng làm gối đệm.

### Sinh thái
Các bụi cỏ nến là nơi làm tổ của nhiều loài côn trùng, lưỡng cư và chim. Một số loài động vật như chuột xạ chuyên ăn cỏ nến. Nhiều loài chim lại có thói quen thu nhặt lá cỏ nến khô về làm tổ.
Tập đoàn cỏ nến có tác dụng lọc nước, làm giảm các chất thải nhất là chất hữu cơ đổ vào hồ, đầm, từ đó làm giảm khả năng hồ, đầm bị phú dưỡng. T. orientalis và T. latifolia được cho là có khả năng hấp thụ asen trong nước. Rễ cỏ nến có khả năng chống xói mòn rất tốt. Sau một thời gian, cỏ nến có vai trò tích cực trong việc làm khô đầm lầy.

### Thực phẩm
Thân rễ các loài này có thể ăn được. Bằng chứng về các hạt tinh bột được bảo tồn trên các đá mài cho thấy, con người đã ăn chúng ở châu Âu cách đây 30.000 năm.
Người Nam Bộ bóc lấy phần gốc non cây làm rau hay muối dưa để ăn và gọi là rau bồn bồn. Ở miền nam Nam Bộ, bồn bồn là một loại rau sạch, có giá trị kinh tế cao, được nhiều nông dân trồng để phát triển kinh tế gia đình. Nông dân vùng U Minh Hạ trồng bồn bồn xen với lúa, kết hợp với nuôi cá. Bồn bồn được chế biến thành món dưa ăn với cá rô đồng kho tộ, làm rau trong các món lẩu, xào với tôm, xào với thịt các loại và được các nhà hàng, khách sạn trong miền chế các món dân dã nhưng rất được thực khách ưa chuộng.
Ngó và lá non muối làm dưa chua ăn ngon. Có thể lấy ngó non luộc ăn, nấu canh hay xào ăn. Hạt chà sạch vỏ dùng nấu cháo ăn như kê. Rễ dùng để ăn trong những thời gian thiếu lương thực.

### Y học
Phấn hoa của các loài cỏ nến được sử dụng trong y học phương Đông với tên là bồ hoàng. Bồ hoàng không mùi vị, rất nhẹ, thả vào nước thì nổi lên trên, gặp gió dễ bay. Dùng tay nắm bồ hoàng có cảm giác ẩm, trơn, dễ dính vào ngón tay. Thứ phấn hoa hạt nhỏ, màu vàng óng, tốt hơn thứ màu nâu được dùng sống hay sao đen tuỳ thuộc vào loại bênh được chữa, và công dụng làm thuốc của bồ hoàng cũng rất đa dạng vì chữa được rất nhiều bệnh. Vào tháng 4 – 8 dương lịch, cắt lấy phần trên của bông hoa (phần hoa đực), giã hay rũ lấy phấn hoa, rây loại bỏ tạp chất, phơi hoặc sấy khô, cất trong lọ kín dùng dần.
Về mặt dược tính, bồ hoàng có vị ngọt, tính bình, vào 3 kinh can, tỳ và tâm bào. Nếu dùng sống thì có tác dụng hoạt huyết, hành ứ, lợi tiểu chữa hành kinh đau bụng, đau ngực, bụng. Khi sao đen có thể thu sáp cầm máu mạnh hơn, dùng chữa các xuất huyết, thổ huyết, khạc huyết, máu cam...
Phấn hoa có tính cầm máu làm ngưng xuất huyết nội và chảy máu bên ngoài. Phấn hoa có thể trộn với mật ong, dùng làm thuốc cho vết thương và chỗ đau, hoặc uống giúp giảm xuất huyết nội như chảy máu cam, chảy máu dạ con hoặc máu trong nước tiểu. Hiện nay phấn hoa cũng được dùng trong chữa trị đau thắt ngực (đau ngực hoặc cánh tay do thiếu oxy đến cơ tim), chữa kinh nguyệt bế sinh đau bụng, thông tiểu tiện (dùng sống), trị ho ra máu, chảy máu cam, đái ra máu (sao đen). Liều dùng 5-8g.
- Chữa các chứng xuất huyết bên trong và bên ngoài: Bồ hoàng 5g, Cao ban long 4g, Cam thảo 2g, nước 600ml. Sắc còn 200ml. Chia 2 hay 3 lần uống trong ngày, dùng làm thuốc cầm máu.
- Chữa tai chảy mủ: Bồ hoàng tán thành bột mịn, rắc vào lỗ tai.
- Chữa tai bị chảy máu: Dùng Bồ hoàng sao đen, tán thành bột mịn, rắc vào lỗ tai.
- Chữa mũi chảy máu lâu ngày không khỏi: Dùng Bồ hoàng 3 phần, hoa Thạch lựu 1 phần, hai thứ trộn đều, tán thành bột mịn, ngày uống 2 lần vào sáng sớm và buổi tối, mỗi lần 4g bột thuốc, chiêu thuốc bằng nước sôi để nguội.
- Chữa lưỡi sưng thũng đầy cả miệng, không nói được: Dùng Bồ hoàng bôi vào lưỡi nhiều lần trong ngày.
- Bị ngã hoặc bị đánh chấn thương, huyết ứ ở bên trong, người khó chịu, phiền muộn: Dùng bồ hoàng 9g, uống với rượu vào lúc đói bụng.
- Chữa nóng phổi (phế nhiệt), ho khạc ra máu: Dùng Bồ hoàng 4g, Huyết dư thán (than tóc rối – cho vào dầu lạc hoặc dầu vừng rán cho đến khi cháy đen thành than) 4g, dùng nước ép củ Sinh địa hoặc củ Mạch môn chiêu thuốc.
- Chữa tiểu tiện ra máu: Dùng Bồ hoàng 2 phần, Nghệ đen 3 phần, tán thành bột mịn, trộn đều, trước bữa cơm tối uống 6g bột thuốc, chiêu thuốc bằng nước cơm hoặc cháo loãng.
- Chữa thoát giang (lòi dom, trực tràng sa ra ngoài hậu môn): Dùng Bồ hoàng trộn với mỡ lợn, bôi vào quanh hậu môn và phần trực tràng lòi ra ngoài, tiếp đó lấy tay ấn nhè nhẹ phần trực tràng lòi ra ngoài vào trong, làm như vậy vài ngày sẽ kiến hiệu.
- Chữa nam giới ngứa hạ bộ: Dùng Bồ hoàng tán mịn, bôi vào những chỗ da bị ngứa.
- Chữa phụ nữ hành kinh đau bụng, kinh nguyệt không đều: Dùng Bồ hoàng và Lá lốt liều lượng bằng nhau. Bồ hoàng sao vàng, tán mịn; Lá lốt tẩm muối sao, tán mịn; trộn đều 2 thứ, luyện với mật thành viên cỡ đốt ngón tay (khoảng 9 giờ). Trước mỗi kỳ kinh khoảng một tuần, mỗi ngày uống 2 lần vào sáng sớm và buổi tối trước khi đi ngủ, mỗi lần uống 1 viên, chiêu thuốc bằng nước sôi còn ấm; uống liên tục trong 5 ngày. Thích hợp với chứng hành kinh đau bụng, rối loạn kinh nguyệt do hư hàn.
- Chữa phụ nữ sau khi đẻ xuất huyết do tử cung co thắt dị thường: Dùng Bồ hoàng sống, tán thành bột mịn, uống ngày 3 lần, mỗi lần 3g, liên tục trong 3 ngày. Hoặc dùng một lượng thích hợp giấm đun sôi, cho bột Bồ hoàng vào trộn đều thành một thứ bột sền sệt, chờ nguội, nặn thành viên cỡ đốt ngón tay (khoảng 9g). Ngày uống 2 lần vào sáng sớm và buổi tối trước khi đi ngủ, mỗi lần 1 viên, liên tục trong 3 ngày.
- Phụ nữ sau khi đẻ bị ung nhọt ở bộ phận sinh dục và ở vú: Lấy lá Cỏ nến, giã nát, đắp vào chỗ bị nhọt, băng cố định lại, ngày thay thuốc 3 lần. Đồng thời dùng một nắm lá Cỏ nến (khoảng 20g) sắc nước uống.

## Các loài
Theo Error: unrecognised source.:
- Typha albida Riedl (1970)
- Typha alekseevii Mavrodiev (1999)
- Typha angustifolia L. (1753)

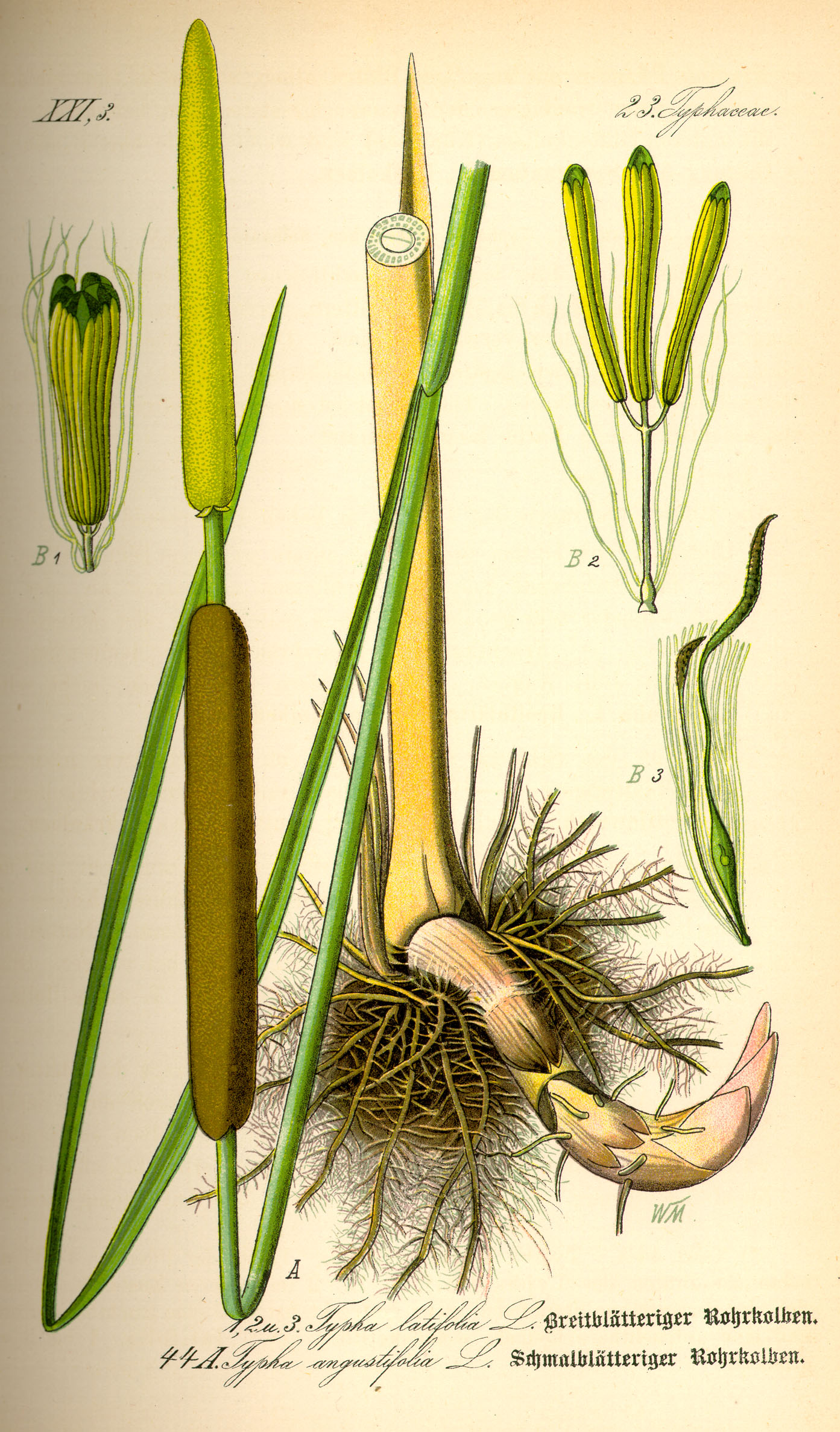
Typha latifolia

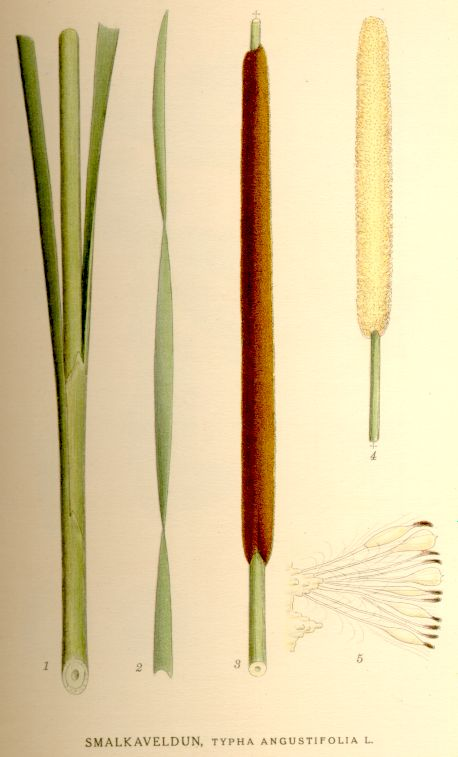
Typha angustifolia

- Typha × argoviensis Hausskn. ex Asch. & Graebn. (1897)
- Typha austro-orientalis Mavrodiev, Byull. Moskovsk. Obshch. Isp. Prir. (2006)
- Typha azerbaijanensis Hamdi & Assadi (2003)
- Typha × bavarica Graebn. (1900)
- Typha capensis (Rohrb.) N.E.Br. (1897)
- Typha caspica Pobed. (1950)
- Typha changbaiensis M.Jiang Wu & Y.T.Zhao, Bull. Bot. Res. (2000)
- Typha davidiana (Kronf.) Hand.-Mazz. (1938)
- Typha domingensis Pers. (1807), synonyme de Typha australis
- Typha elephantina Roxb., Fl. Ind. ed. 1832 (1832)
- Typha × gezei Rothm. (1940)
- Typha × glauca (loài lai giữa T. angustifolia × T. latifolia) [6])
- Typha grossheimii Pobed. (1949)
- Typha joannis Mavrodiev (2001)
- Typha kalatensis Assadi & Hamdi (2003)
- Typha latifolia L. (1753)
- Typha laxmannii Lepech. (1801)
- Typha lugdunensis P.Chabert (1850)
- Typha minima Funck (1794)
- Typha orientalis C.Presl (1851)
- Typha persica Ghahr. & Sanei (1979)
- Typha × provincialis A.Camus (1910)
- Typha przewalskii Skvortsov (1943)
- Typha shuttleworthii W.D.J.Koch & Sond. (1844)
- Typha sistanica De Marco & Dinelli (1976-1977 publ. 1978)
- Typha × smirnovii Mavrodiev, Byull. Moskovsk. Obshch. Isp. Prir. (2000)
- Typha subulata Crespo & Pérez-Mor. (1967)
- Typha × suwensis T.Shimizu (1989)
- Typha tichomirovii Mavrodiev, Byull. Moskovsk. Obshch. Isp. Prir. (2002)
- Typha turcomanica Pobed. (1949)
- Typha tzvelevii Mavrodiev (2002)
- Typha valentinii Mavrodiev (2000)
- Typha varsobica Krasnova (2002)

Theo Error: unrecognised source.:
- Typha angustata
- Typha angustifolia
- Typha capensis
- Typha caspica
- Typha domingensis
- Typha elata
- Typha elephantina
- Typha intermedia
- Typha latifolia
- Typha laxmannii
- Typha orientalis
- Typha provincialis
- Typha shuttleworthii
- Typha tichomirovii
- Typha valentinii
- Typha × glauca
- Typha × smirnovii

Theo:

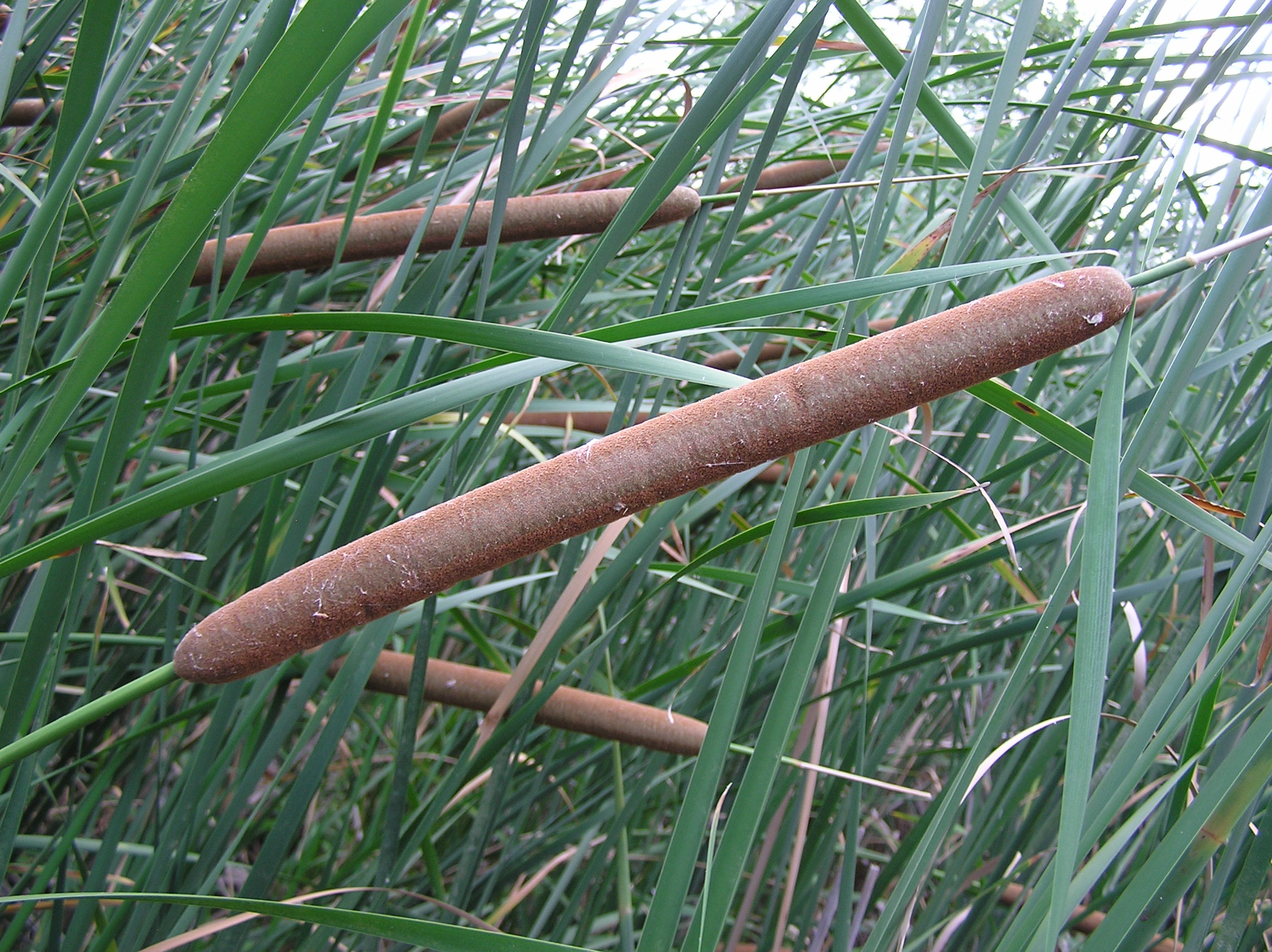
Typha austro-orientalis trong vùng Volga

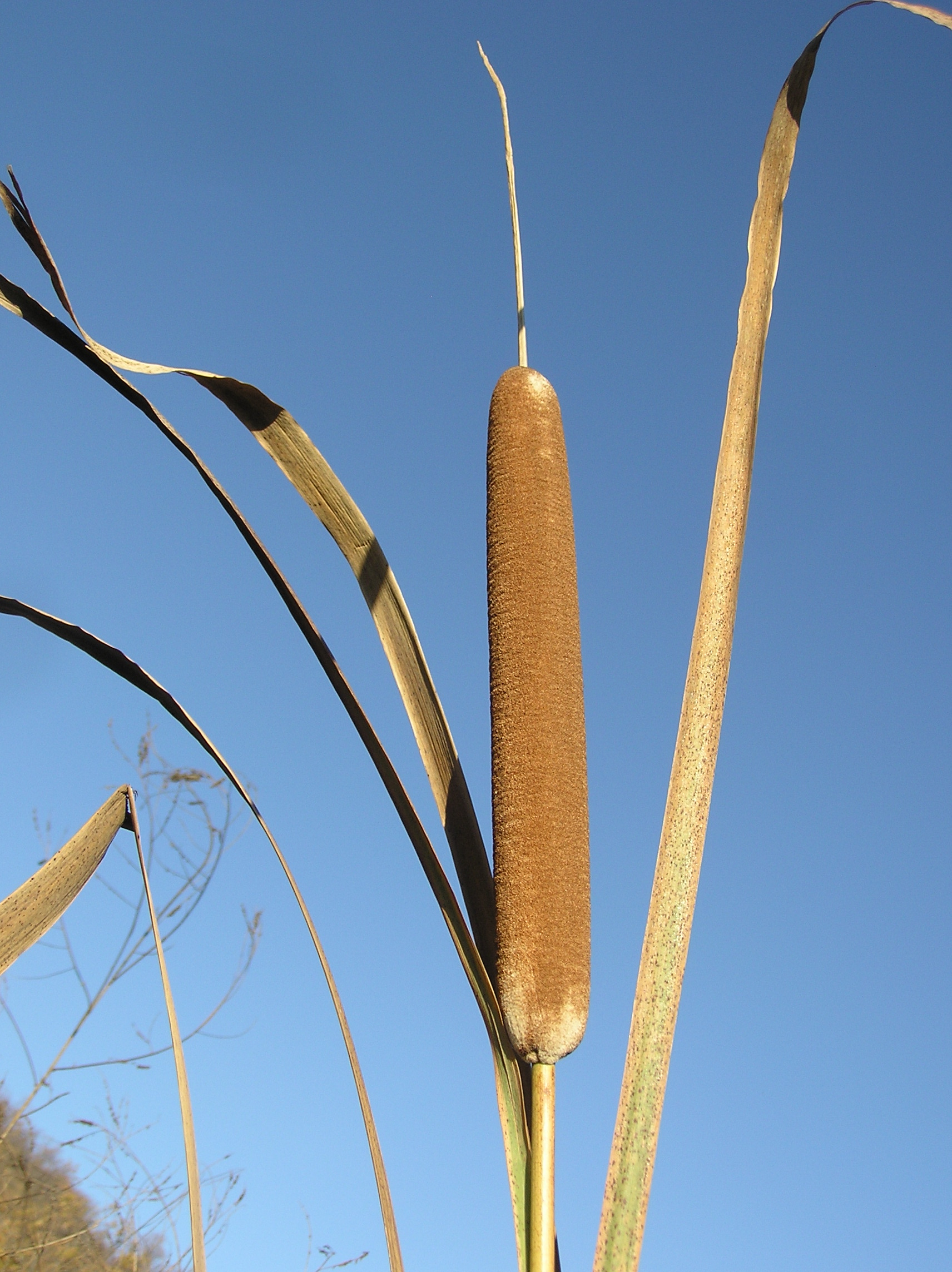
Typha domingensis

- Typha angustifolia L. - massette à feuilles étroites
- Typha domingensis Pers.
- Typha elephantina Roxb.
- Typha ×glauca Godr. (pro sp.)
- Typha latifolia L. - massette à larges feuilles
- Typha laxmannii Lepech.
- Typha minima
- Typha orientalis C.Presl
- Typha shuttleworthii